# 东山街道 (秦皇岛市)
东山街道，是中华人民共和国河北省秦皇岛市北戴河区下辖的一个街道办事处。

## 行政区划
东山街道下辖以下地区：
育花路社区、东山社区和东经路社区。